# San Martino (Venedig)

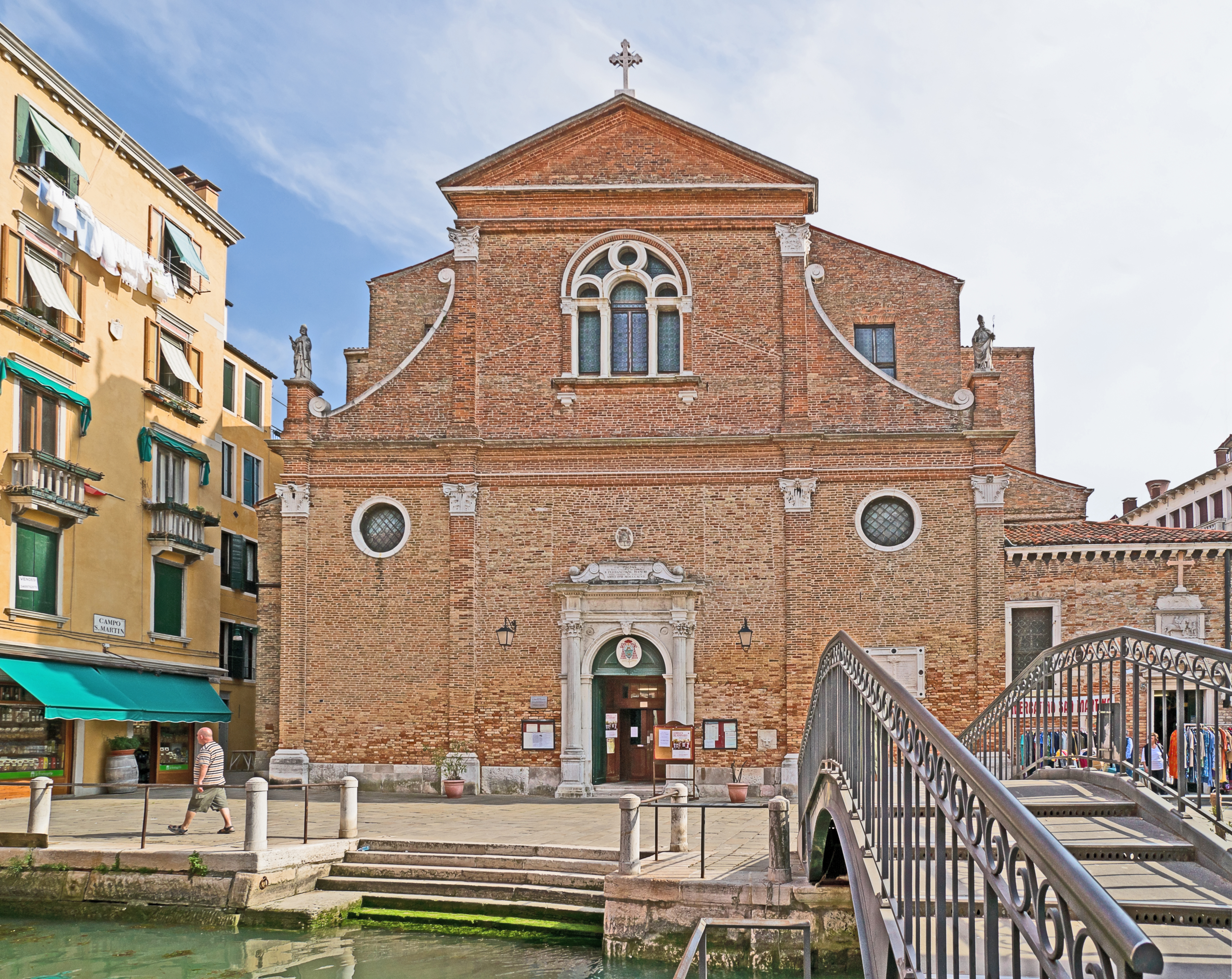
Die Fassade und die Penini-Brücke

Die Kirche San Martino ist eine römisch-katholische Pfarrkirche in Venedig, die dem heiligen Martin von Tours gewidmet ist. Sie befindet sich im Sestiere Castello und gehört zum Patriarchat von Venedig.

## Geschichte
Die Ursprünge der Kirche San Martino sind ungewiss, aber man kann ihre Gründung in der Mitte des 8. Jahrhunderts in der Nähe der ehemaligen Gemini-Inseln vermuten. Die Widmung an den heiligen Martin von Tours lässt auf eine Kolonie von Langobarden schließen, die diesen Heiligen besonders verehrten, oder auf Flüchtlinge aus Ravenna, die sich auf den Schutzpatron ihrer Basilika Sant’Apollinare Nuovo bezogen.
Die Tradition datiert ihre Errichtung jedoch auf das Ende des 6., ansonsten auf das 7. Jahrhundert, und schreibt ihren Wiederaufbau den Familien Vallaresso und Salonigo zu. Die Chroniken berichten, dass das Gebäude im Jahr 932 fertiggestellt und im Juni desselben Jahres geweiht wurde.
Man kann davon ausgehen, dass die Kirche im Zentrum eines antiken Siedlungsgebiets schon früh die Vorrechte einer Pfarrei besaß. Hinweise darauf gibt es jedoch erst aus dem 13. und 14. Jahrhundert, als sie von einem Pfarrer und verschiedenen anderen Geistlichen (drei Priestern, einem Diakon, einem Subdiakon und zwei oder vier Klerikern) geleitet wurde. Später wurde die Zusammensetzung des Ordenskapitels variiert und schließlich auf einen Pfarrer allein, flankiert von einem Küster, reduziert.
Während die Kirche San Martino ursprünglich zur Basilika San Pietro di Castello und deren Diözese gehörte, wurde sie im Jahr 1200 von Papst Innozenz III. dem Patriarchat von Grado zugeschlagen und mit der Kirche San Silvestro verbunden. Dieses Ereignis war die Ursache für Jurisdiktionsansprüche und Streitige Verhandlungen mit dem Bischof von Castello, die erst 1451 mit der Aufhebung der beiden Bischöfe und der Schaffung eines einzigen Patriarchats von Venedig beigelegt wurden.
Während der napoleonischen Zeit wurde die Pfarrei San Martino beibehalten (verlor aber ihren Titel als Stiftskirche) und erweiterte ihre Grenzen, indem sie die Kirche San Biagio und einen Teil der Kirche Santa Ternita einbezog, aber einige Gebiete an San Giovanni in Bragora verlor. Die Einrichtung ist immer noch vorhanden und gehört zum Dekanat von San Marco–Castello.

## Beschreibung

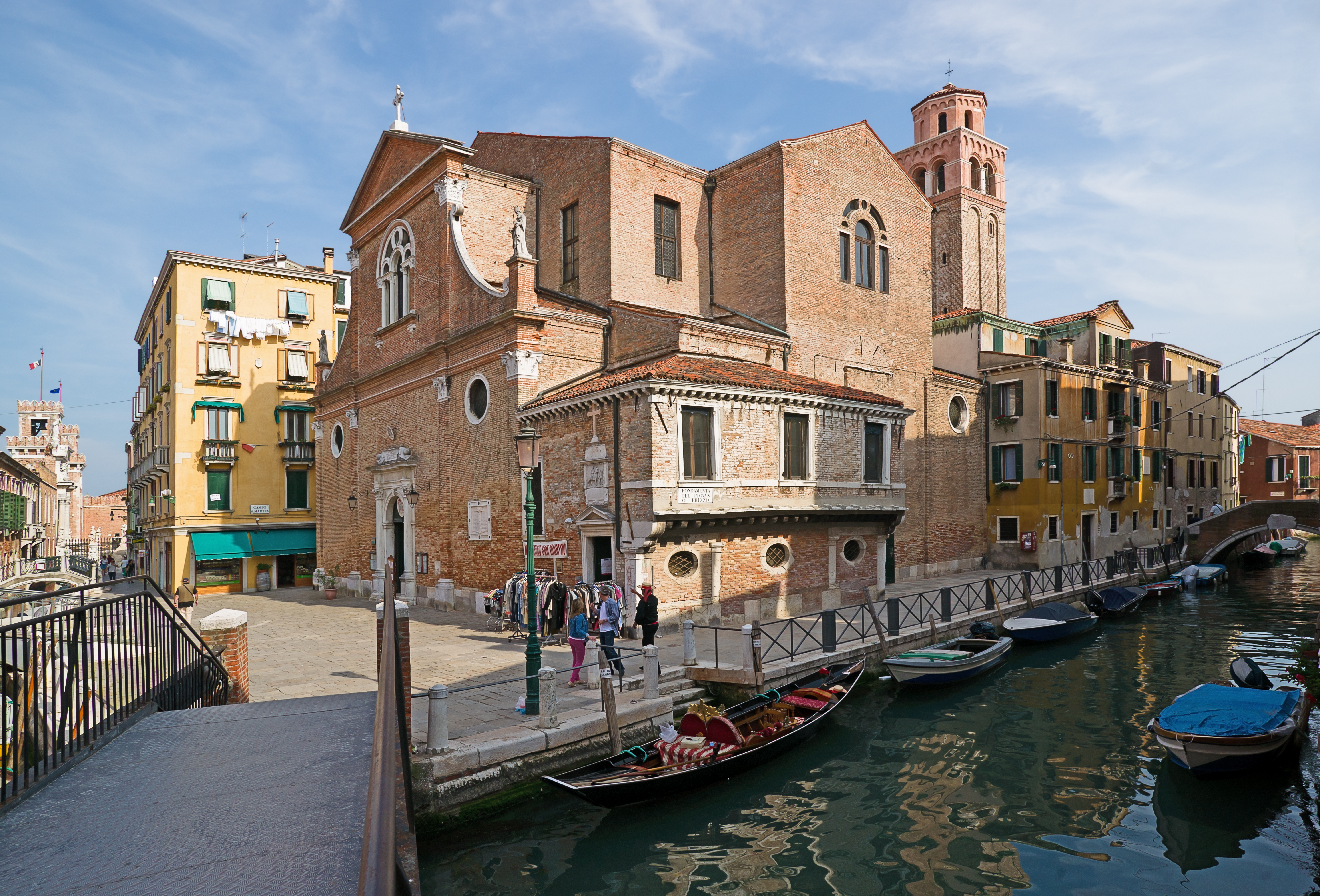
Fassade der Kirche

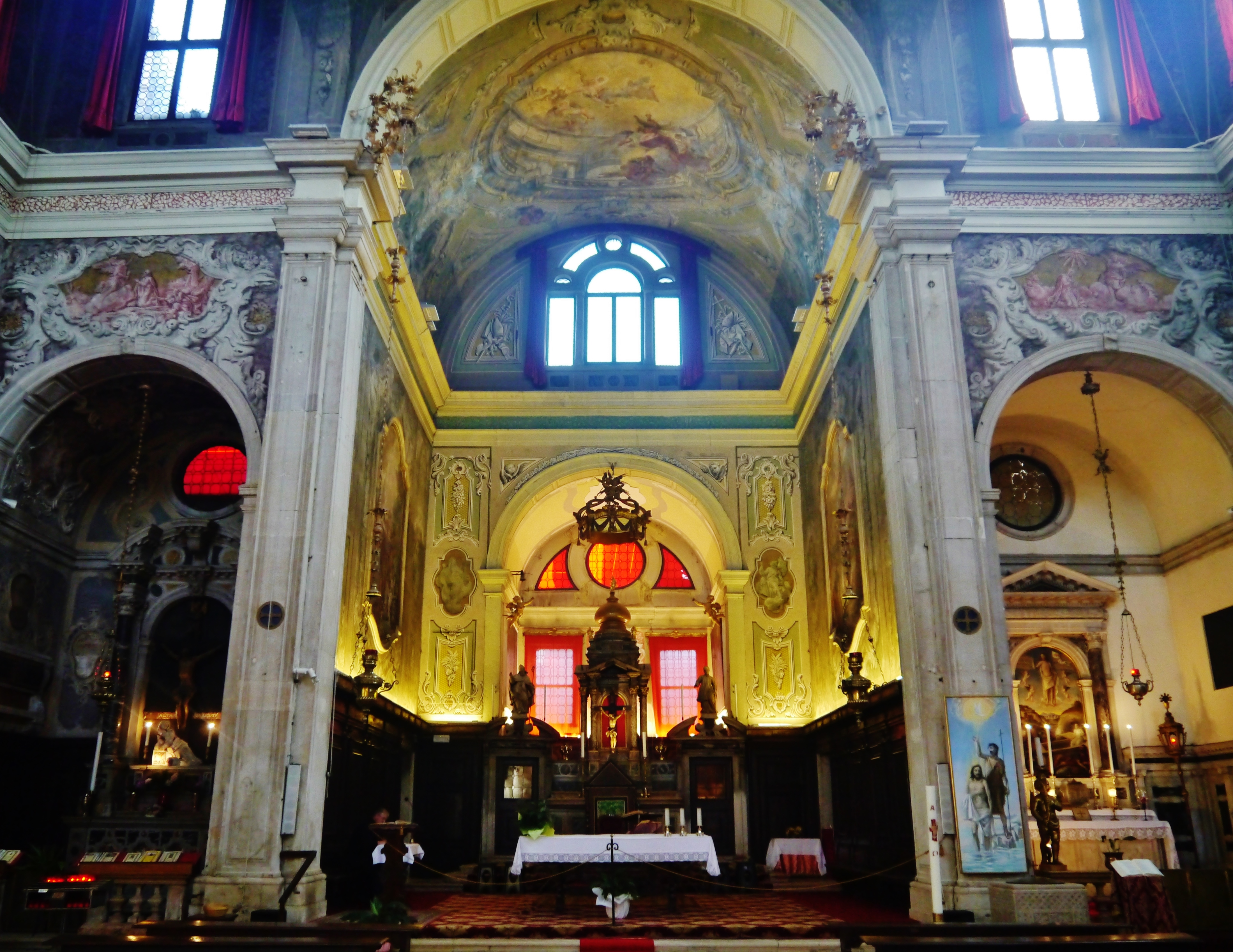
Presbyterium

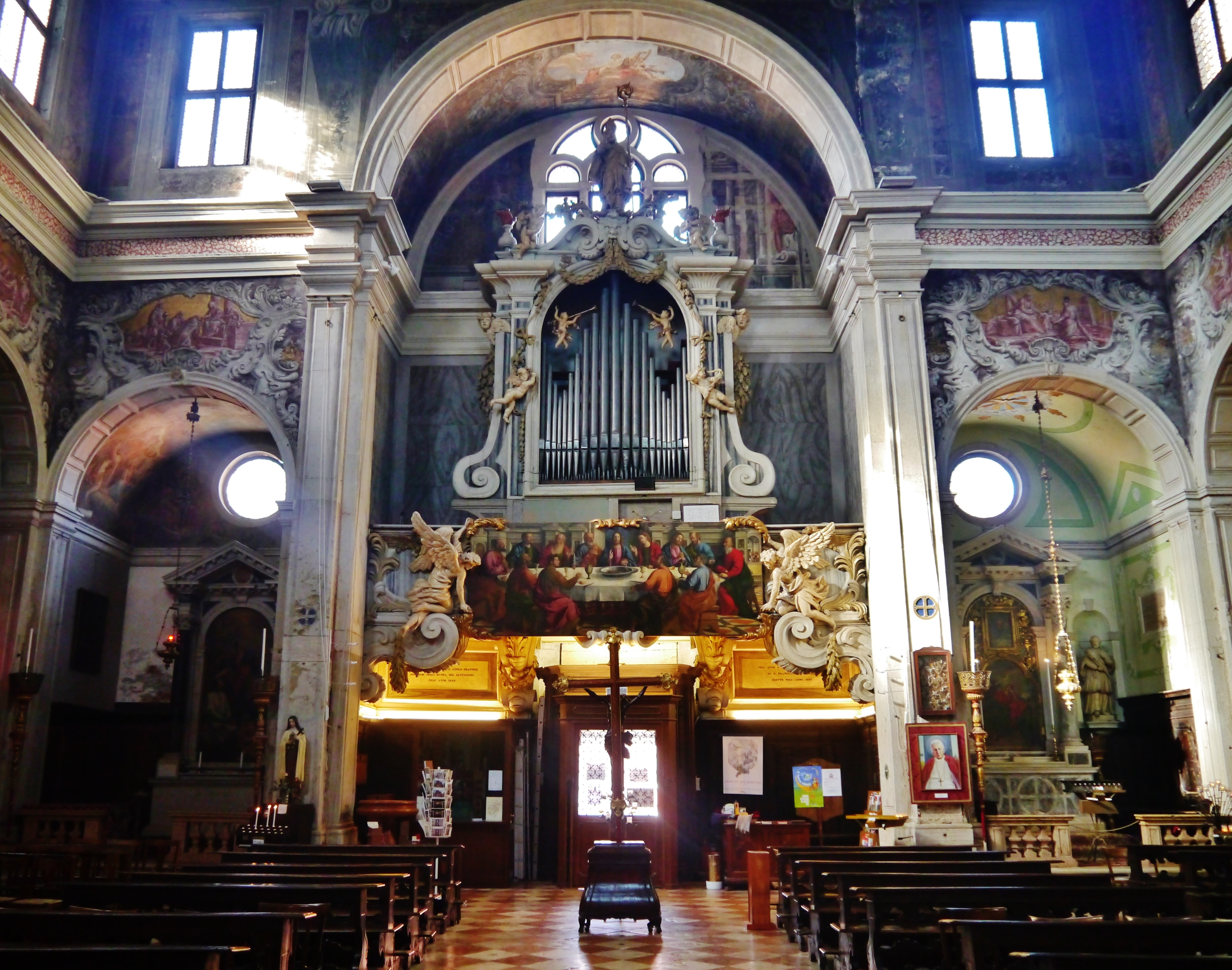
Gegenfassade

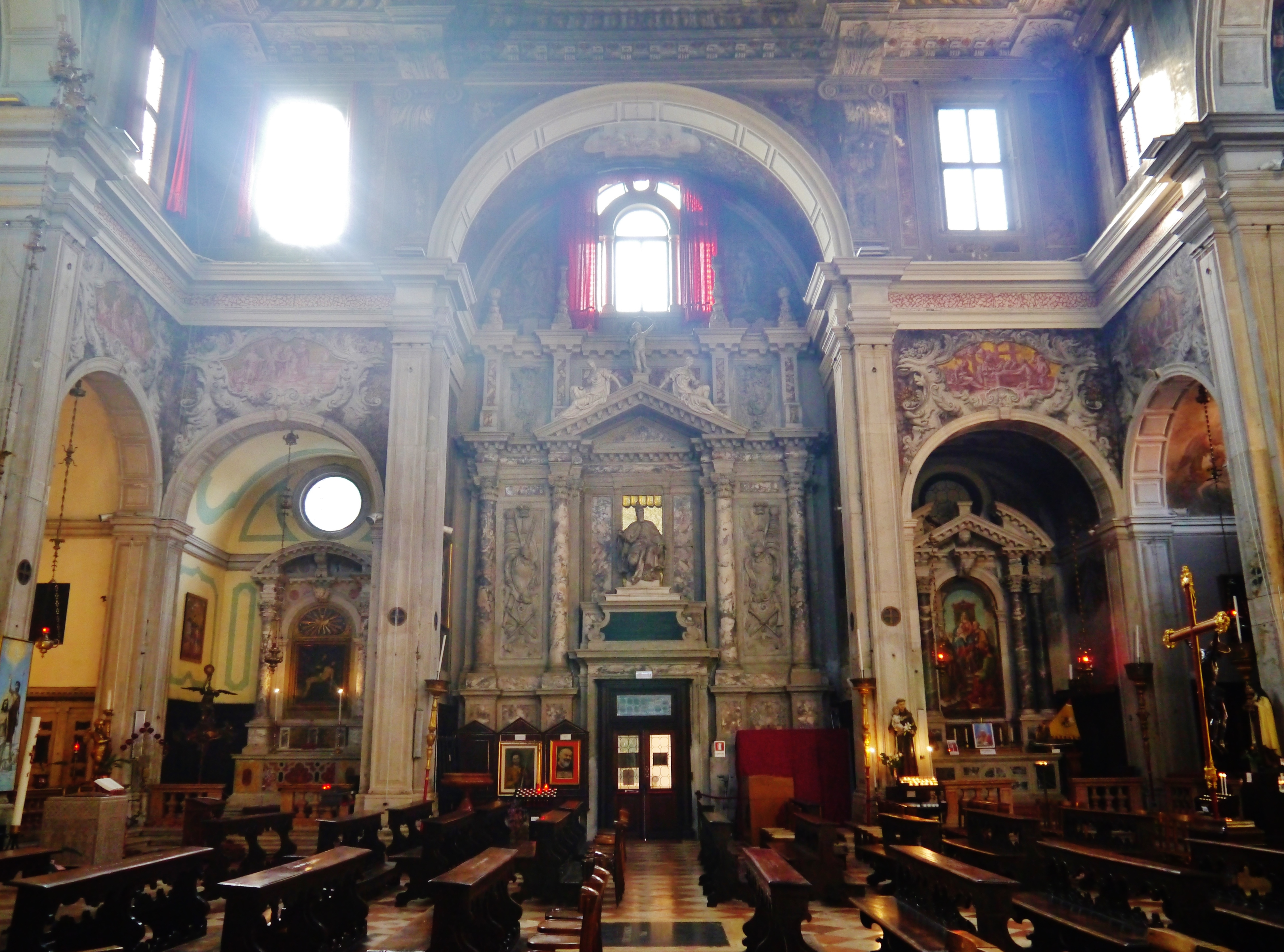
Westliche Innenraumansicht

Die Form des ursprünglichen Gebäudes ist nicht bekannt, da die Kirche im Laufe der Zeit mehrfach umgebaut wurde. Ein erster Umbau wurde zwischen dem 9. und 10. Jahrhundert durchgeführt, als sie den für die damaligen Gotteshäuser typischen venezianisch-byzantinischen Stil annahm.
Das heutige Gebäude stammt aus dem 16. Jahrhundert und wurde von Jacopo Sansovino entworfen. Der Architekt drehte das gesamte Gebäude um neunzig Grad, gab ihm einen quadratischen Grundriss und fügte auf jeder Seite zwei Kapellen und das Presbyterium mit einer gewölbten Decke hinzu. Das Presbyterium mit Gewölbedecke wurde später von Domenico Bruni mit Fresken ausgemalt, deren architektonische Perspektiven sich auf eine spätere Glorie des Heiligen Martin von Jacopo Guarana beziehen.
Im Inneren der Kirche ist zunächst die von Pietro Nacchini geschaffene und von Gaetano Callido restaurierte Chorempore zu nennen, die mit dem Abendmahl Christi von Girolamo da Santacroce (1549) geschmückt ist. Auf dem ersten Altar auf der rechten Seite befindet sich das Altarretabel der Heiligen Cäcilia und Lorenzo Giustiniani von Giovanni Segala. In der Mitte der rechten Wand befindet sich das Grabdenkmal des Dogen Francesco Erizzo, das von Mattia Carneri (1633) entworfen wurde. Der nächste Altar, der zum Presbyterium hin ausgerichtet ist, trägt das Gemälde Heilige Familie mit dem Heiligen Markus und Bischof Foca von Giovanni Laudis. Auf dem dritten Altar befindet sich die Schmerzensmutter von Palma il Giovane, flankiert von drei Engeln mit den Symbolen der Passion und die Geburt Christi desselben Autors.
Das Presbyterium birgt zwei Fresken von Fabio Canal: die Bindung Isaaks und die Opferung Melchisedeks. Der Hochaltar mit seinem Tabernakel aus Marmor ist vom Rest des Gebäudes getrennt; dahinter befindet sich ein kleiner Chor mit den Gemälden Die Geißelung Jesu und Christus auf dem Weg zum Golgota. Wenn man sich der rechten Wand zuwendet und auf das Portal zugeht, sieht man zunächst ein Gemälde der Heiligen Agatha, Lucia und Ursula aus dem 18. Jahrhundert, dann die Kanzel von Sebastiano Messenali (1752) und den kleinen Altar von Tullio Lombardo in Zusammenarbeit mit Lorenzo Bregno, der heute als Taufbecken dient und aus der abgerissenen Grabeskirche stammt. Es folgt ein Gemälde Auferstehung Jesu Christi von Girolamo da Santacroce, und an der Wand links vom Eingang das Gemälde vom Heiligen Johannes beim Schreiben der Apokalypse von Matteo Ponzone.
Der Campanile wurde im gotischen Stil errichtet und stammt aus dem 14. Jahrhundert. In der Sakristei befindet sich ein Gemälde von Antonio Zanchi: Die Jungfrau in der Glorie und die Heiligen Josef und Antonius von Padua. Neben der Kirche befindet sich das Oratorium der Scuola di San Martino, ein Bezugspunkt für die Zimmerer (Calafati) des Arsenals. Über dem Eingang befindet sich ein Flachrelief aus dem 15. Jahrhundert, mit dem Heiligen Martin, der seinen Mantel teilt.